# Trochoidea montserratensis
Trochoidea montserratensis é uma espécie de gastrópode  da família Hygromiidae. É endémica de Espanha.